# Сичівська сільська рада (Христинівський район)
Сичі́вська сільська́ ра́да — колишня адміністративно-територіальна одиниця та орган місцевого самоврядування у Христинівському районі Черкаської області. Адміністративний центр — село Сичівка.

## Загальні відомості
- Населення ради: 1 026 осіб (станом на 2001 рік)

## Населені пункти
Сільській раді були підпорядковані населені пункти:
- с. Сичівка
- с-ще Сичі
- с-ще Яри

## Склад ради
Рада складалась з 14 депутатів та голови.
- Голова ради: Богачук Надія Олексіївна
- Секретар ради: Мудранинець Наталія Дмитрівна

### Керівний склад попередніх скликань
| Прізвище, ім'я, по батькові | Основні відомості                                                                       | Дата обрання | Дата звільнення |
| --------------------------- | --------------------------------------------------------------------------------------- | ------------ | --------------- |
| Богачук Надія Олексіївна    | Сільський голова, 1952 року народження, освіта середня спеціальна, член Народної партії | 26.03.2006   | 31.10.2010      |
| Богачук Надія Олексіївна    | Сільський голова, 1952 року народження, освіта середня спеціальна, член Народної партії | 31.10.2010   |                 |

Примітка: таблиця складена за даними сайту Верховної Ради України

### Депутати
За результатами місцевих виборів 2010 року депутатами ради стали:

#### За суб'єктами висування
| Суб'єкт висування                                       | Кількість обраних депутатів | %    |
| ------------------------------------------------------- | --------------------------- | ---- |
| Народна партія                                          | 7                           | 50   |
| Політична партія Всеукраїнське об'єднання «Батьківщина» | 4                           | 28,6 |
| Самовисування                                           | 2                           | 14,3 |
| Соціалістична партія України                            | 1                           | 7,1  |

#### За округами
| № округу                                                | Прізвище, ім'я, по батькові   | Дата визнання обраним | Освіта             | Партійна приналежність                        | Відомості про обраного депутата                     |
| ------------------------------------------------------- | ----------------------------- | --------------------- | ------------------ | --------------------------------------------- | --------------------------------------------------- |
| Народна Партія                                          |                               |                       |                    |                                               |                                                     |
| 3                                                       | Прищак Ольга Гаврилівна       | 09.11.2010            | вища               | позапартійна                                  | Сільський Будинок культури, директор                |
| 5                                                       | Мудранинець Наталія Дмитрівна | 09.11.2010            | вища               | член Народної партії                          | Сичівська сільська рада, секретар                   |
| 6                                                       | Гринчук Людмила Леонідівна    | 09.11.2010            | середня спеціальна | член Народної партії                          | тимчасово не працює                                 |
| 7                                                       | Кальніцька Олена Михайлівна   | 09.11.2010            | середня            | позапартійна                                  | Районне споживче товариство, продавець              |
| 10                                                      | Блинова Лідія Костянтинівна   | 09.11.2010            | середня            | член Народної партії                          | пенсіонер                                           |
| 12                                                      | Григораш Валентина Леонідівна | 09.11.2010            | середня спеціальна | член Народної партії                          | Сичівський НВК, вихователь                          |
| 14                                                      | Курницька Людмила Миколаївна  | 09.11.2010            | середня спеціальна | член Народної партії                          | фельдшерсько-акушерський пункт с. Яри, фельдшер     |
| Політична партія Всеукраїнське об'єднання «Батьківщина» |                               |                       |                    |                                               |                                                     |
| 8                                                       | Голубйов Ілько Вікторович     | 09.11.2010            | середня            | позапартійний                                 | Христинівський РВ УМВС, помічник чергового по ІТТ   |
| 9                                                       | Журба Григорій Григорович     | 09.11.2010            | вища               | член Всеукраїнського об'єднання «Батьківщина» | Синицьке лісництво, лісник                          |
| 11                                                      | Лемещук Борис Васильович      | 09.11.2010            | середня спеціальна | позапартійний                                 | ЗАТ «Зернопродукт», механізатор                     |
| 13                                                      | Сенченко Тетяна Іванівна      | 09.11.2010            | вища               | позапартійна                                  | Сичівський НВК, вчитель                             |
| Соціалістична партія України                            |                               |                       |                    |                                               |                                                     |
| 2                                                       | Мороз Володимир Митрофанович  | 09.11.2010            | вища               | член Соціалістичної партії України            | Сичівська сільська рада, землевпорядник             |
| Самовисування                                           |                               |                       |                    |                                               |                                                     |
| 1                                                       | Палійчук Інна Василівна       | 09.11.2010            | середня спеціальна | член Всеукраїнського об'єднання «Батьківщина» | фельдшерсько-акушерський пункт с. Сичівка, фельдшер |
| 4                                                       | Чаплюк Анатолій Миколайович   | 09.11.2010            | середня спеціальна | позапартійний                                 | тимчасово не працює                                 |